# ژان دارک
ژان دارک یا ژاندارک (به فرانسوی Jeanne d'Arc و به فرانسوی میانه Jehanne Darc) و گاه دوشیزهٔ اورلئان (احتمالا ۱۴۱۲ در دومرمی-لا-پوسل، به‌ معنی «دُمرِمیِ دوشیزه» – فوت: ۳۰ مه ۱۴۳۱ در روآن)، قهرمان ملی و قدیسه حامی در فرانسه و نیز قدیسه در کلیسای کاتولیک است. در جنگ صدساله، او یکی از رهبران ارتش فرانسه بود. در نزدیکی شهر کُنپیینی، به خاطر خیانت شهردار این شهر توسط بورگینیون‌ها اسیر و به انگلیسی‌ها فروخته شد. گروهی از روحانیون فرانسوی به درخواست حکومت انگلستان، به بهانه ادعای دریافت الهام از قدیسین و استفاده از پوشش مردانه، او را به کفر و ارتداد محکوم کرده و در آتش سوزاندند. ژان دارک در یک دادگاه کلیسایی، توسط اسقفِ بووه، پیر کوشون، به جرم ضدیت با قوانین کلیسا، محکوم و در میدان ویومارشه شهرِ روآن سوزانده شد. چندی بعد، در یک دادگاه تجدیدنظر در سال ۱۴۵۶، «بی‌گناهی» وی را پذیرفتند.
ژان دارک از زمان درگذشت چهره محبوب ادبیات، نقاشی، مجسمه‌سازی و سایر آثار فرهنگی باقی مانده است و بسیاری از نویسندگان، نمایشنامه نویسان، فیلمسازان، هنرمندان و آهنگسازان مشهور به خلق آثاری راجع به وی پرداخته‌اند.

## زندگی
ژاندارک بنا به روایتی در تاریخ ششم ژانویه سال ۱۴۱۲ میلادی مقارن با شب عید اِپیفانی (عید تجلی مسیح) در روستای دونرِمی واقع در مرز شرقی فرانسه در مجاورت منطقهٔ تاریخی لورن، در خانواده دارک، به دنیا آمد. روستای دومرمی که در نزدیکی درهٔ موز واقع بود در آن زمان در قلمروی دوکِ بار قرار داشت. تاریخ تولد قطعی وی مشخص نیست ولی به گفته تنها یکی از معاصران وی، او در شب عید اپیفانی به دنیا آمد. 
پدر خانواده، ژاک، کشاورز و مسئول جمع‌آوری مالیات در دهکدهٔ دونرمی و همسرش ایزابل زنی دین‌دار و پاکدامن بود. خانواده دارک از قشر متوسط جامعه بودند. ژان (Jeanne) پنجمین و آخرین فرزند خانواده بود که او را "ژانت" صدا میزدند. سه برادر و خواهر بزرگ‌ترش به ترتیب ژاکمَن، کاترین، پیر و ژان(Jean) نام داشتند.
ژاک چون نمی‌خواست فرزندانش در آینده وارد کارهای اقتصادی شوند اجازه نداد که آن‌ها به مدرسه بروند و خواندن و نوشتن بیاموزند. با این وجود ژان به کمک مادرش بعضی از دعاهای کتاب مقدس را حفظ نمود.
شمال فرانسه در آن زمان توسط انگلیسی‌ها اشغال شده بود که با بورگینیون‌ها متحد بودند. در جنوب کشور هم، ولیعهد فرانسه (دوفن) که بعدها به اسم شارل هفتم تاج‌گذاری کرد، حکومت می‌کرد؛ ولی پادشاه انگلستان، هنری پنجم حکومت وی را به رسمیت نمی‌شناخت زیرا هنری بر طبق پیمان تروا، مدعی حکومت فرزند خود (که بعدها تحت عنوان هنری ششم تاجگذاری کرد) بر فرانسه بود.
قرارداد تروآ در سال ۱۴۲۰ بین هنری پنجم و شارل ششم، پادشاه فرانسه، به منظور پایانِ جنگ صدساله و جبران کشتارِ نبرد آزَنکور بسته شده بود. طبق شرایط این قرارداد، ازدواج هنری پنجم با کاترین دو والوآ، دختر پادشاه فرانسه ایجاد شده بود تا شاهزاده خانم جوان، حکومت پدرش را پس از مرگ وی به دست آورد و اتحاد همیشگیِ دو پادشاهی را ایجاب کند. این قرارداد با مخالفت نجیب‌زادگان فرانسوی همراه بود، چراکه دوفَن، دیگر به عنوان ولیعهد فرانسه شناخته نمی‌شد.

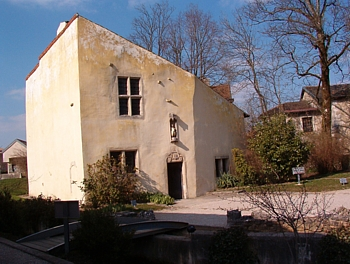
خانه پدری ژان واقع در دهکده دومرمی. این خانه اکنون از بناهای تاریخی شهرستان وُژ (vosges) به‌شمار می‌رود.

ژان دختری به شدت با ایمان، پاکدامن، راستگو، پرهیزگار و مهربان بود. از اینرو همه اهالی دهکده او را دوست داشتند. او دختری بود با موهایی تیره رنگ و قامتی متوسط. ژان، چهره‌ای متبسم و صدایی ملایم و زیبا داشت.
در یک روز تابستانی در سال ۱۴۲۴، یعنی زمانی که ۱۲ ساله بود، هنگامی که در باغ پدرش قدم می‌زد، در سمت راست خود در کنار درختی قدیمی نوری خیره‌کننده را دید. سپس صدایی مهربان و ملکوتی را شنید که او را خطاب می‌کرد. این صدا، صدای قدیس میشل بود. او با ژان صحبت کرد و گفت که او باید پیش ولیعهد رفته و با کمک وی فرانسه را نجات دهد. در روزهای بعد کاترین مقدس و مارگارت مقدس مرتب پیش ژان آمده و با او صحبت می‌کردند. ژان تا ۴ سال با هیچ‌کس راجع به نداهای آسمانی‌اش سخنی نگفت. سرانجام در سال ۱۴۲۸ برای نخستین بار این موضوع را با یکی از بستگانش در میان گذاشت تا بتواند به کمک وی به شهر وُکولور رفته و پس از اخذ اجازه از فرمانده آن شهر به مقر ولیعهد در کاخ شینون برود.
ژان از همان ابتدا به عنوان یک دختر شانزده ساله، خواهان خدمت در ارتش ولیعهد بود، که به وی چنین اجازه‌ای داده نشد. یک سال بعد به وی اجازه داده شد که ولیعهد را در کاخ شینون ملاقات کند. او با پوشش مردانه‌اش (ژان دارک، تا آخر عمر به دستور نداهایش از پوشش مردانه استفاده کرد) به سوی شینون سفر کرد و توانست در آنجا شارل را که در بین درباریانش پنهان شده بود، پیدا کند و وی را از ماموریتش مطلع سازد. بعد از اینکه ژان توسط کلیسا بازجویی شد، شارل با نقشه او در مورد آزادی اورلئان موافقت کرد، چرا که در آن زمان این شهر در محاصره انگلیسی‌ها بود. دو تن از برادران ژان دارک یعنی پیر و ژان نیز او را در نبردها همراهی می‌کردند.

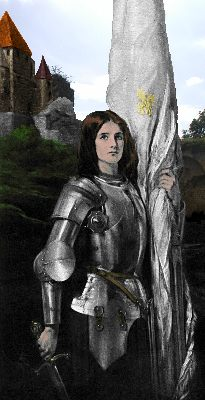
ژان دارک

ژان، در روز جمعه، ۲۹ آوریل ۱۴۲۹، در حالی که روزه بود، وارد اورلئان شده و با استقبال زیاد مردم آن شهر مواجه گردید. سپس برای اقامت به خانهٔ ژاک بوشه، خزانه‌دار دوک اورلئان رفت. در آنجا شام مفصلی ترتیب داده بودند ولی ژان به خوردن چند قطعه کوچک نان اکتفا نمود و سپس از فرط خستگی، بدون آنکه منتظر شود تا اتاق مخصوصش را آماده کنند، در اتاق شارلوت، دختر نه ساله خزانه‌دار به خواب رفت. ژان با درایت، شجاعت و اعتماد به نفس خود، توانست اعتماد سربازهای ناامید فرانسوی را به دست بیاورد و محاصره اورلئان توسط انگلیسی‌ها را در تاریخ ۸ مه سال ۱۴۲۹ بشکند. پس از چند پیروزی دیگر مقابل انگلیسی‌ها، وی توانست ولیعهد را متقاعد به لشکرکشی سوی رَنس کند. در تاریخ ۱۷ ژوئیه ۱۴۲۹ ولیعهد به عنوان شارل هفتم در کلیسای جامع رنس تاجگذاری کرده و رسماً پادشاه فرانسه شد.
به پاس خدمات ژان، شارل هفتم لقب اشرافی دوکِ دولیس را به خانواده دارک اعطا و مردم دهکدهٔ دومرمی و یکی از دهکده‌های مجاور (دهکدهٔ گرو Greux) را از پرداخت مالیات معاف نمود. این قانون تا چند قرن بعد همچنان اجرا می‌شد.

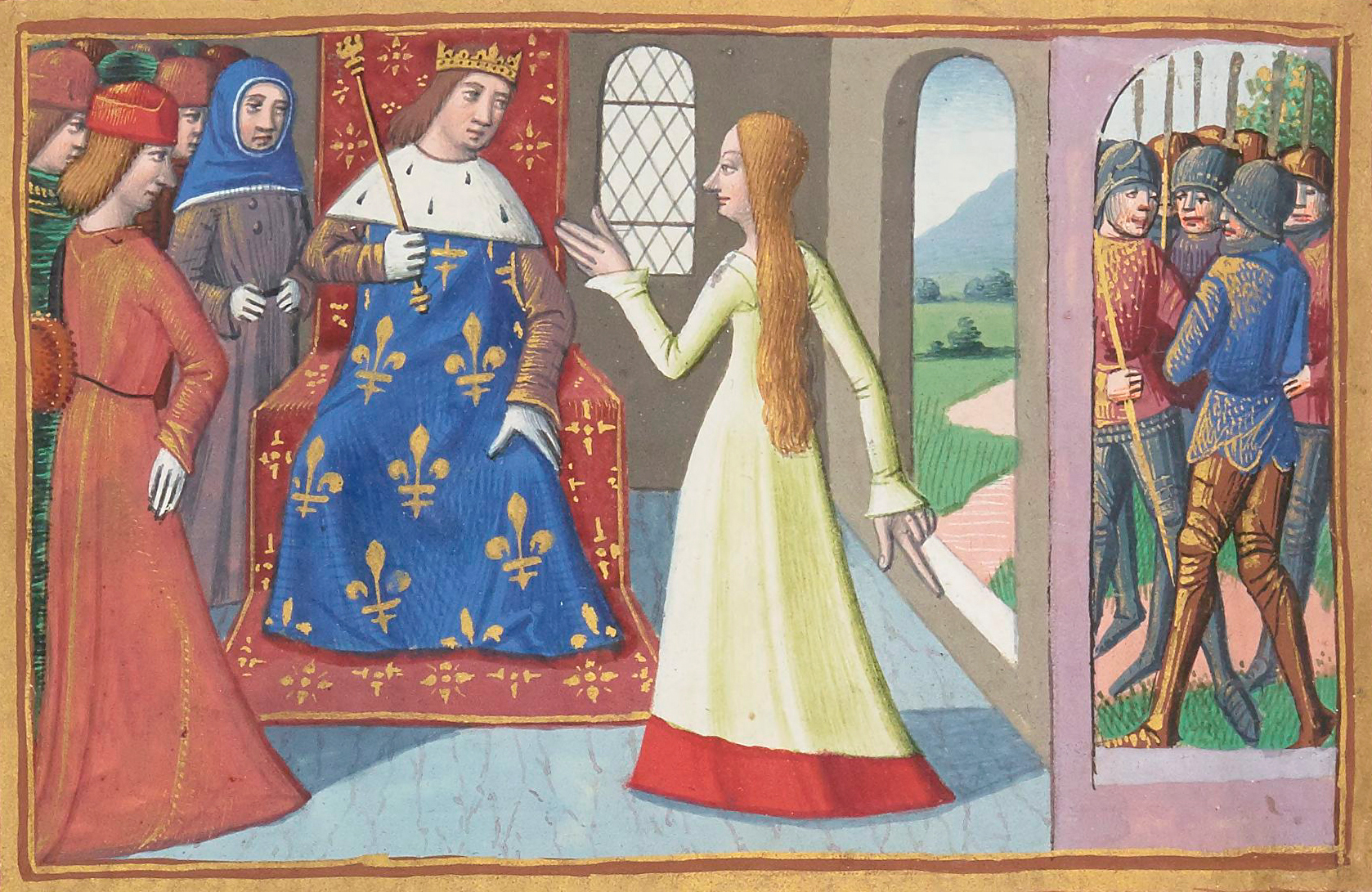
مینیاتور ژان در دربار شارل هفتم

در قدم بعدی، ژان سعی کرد پادشاه را برای آزادسازی پاریس از دست سربازان دوکِ بورگونی متقاعد کند. در تاریخ ۸ سپتامبر ۱۴۲۹، ژان و همرزمانش، حمله‌ای را به سوی پاریس آغاز کردند که به شکست سپاه فرانسه منجر شد. پس از آن، شارل هفتم دستور انحلال ارتش را صادر نمود. در ماه مه سال ۱۴۳۰ ژاندارک با سپاه کوچکی به شهر کنپی‌ینی لشگرکشی کرد زیرا اهالی آنجا برای رفع محاصرهٔ شهرشان از او کمک خواسته بودند ولی در ۲۳ ماه مه، پس از درگیری با بورگینیون‌ها در خارج از شهر، از آنجا که سربازان دوکِ بورگونی تعدادشان بسیار بیشتر بود، مجبور به عقب‌نشینی به سمت شهر شد. فرماندار شهر از ترس اینکه سربازان بورگینیون که ژان و سپاهش را تعقیب می‌کردند وارد شهر شده و آنجا را به آشوب بکشند، دستور داد که دروازه‌های شهر را ببندند. به این ترتیب، ژان به همراه برادر، محافظ و کشیش مخصوصش توسط بورگینیون‌ها اسیر شدند. ژان در زمان اسارتش، دست کم دو بار اقدام به فرار کرد که بی‌نتیجه ماند (برای دومین بار با پریدن از ارتفاع بیست متری). در نهایت، کنتِ لوکزامبورگ که سربازانش موفق به دستگیر کردن ژان شده بودند، علی‌رغم مخالفت شدید همسر و عمهٔ پیرش، در ماه نوامبر سال ۱۴۳۰، ژان را به قیمت ده هزار فرانک، که مبلغ بسیار بالایی بود، به انگلیسی‌ها فروخت.

## اتهام به ارتداد
به درخواست حکومت انگلستان، گروهی از روحانیون فرانسوی که مخالف شارل هفتم و طرفدار دوکِ بورگونی بودند، ژاندارک را محاکمه کردند و او در تاریخ ۲۱ فوریه ۱۴۳۱ در دادگاهی در شهر روآن حضور پیدا کرد. برخی از اتهام‌های وارده بر وی عبارت بودند از: اصرار بر دریافت الهام از جانب قدیسین، استفاده از پوشش مردانه و همچنین، اقدام او به فرار از زندان (پریدن از ارتفاع هجده متری).

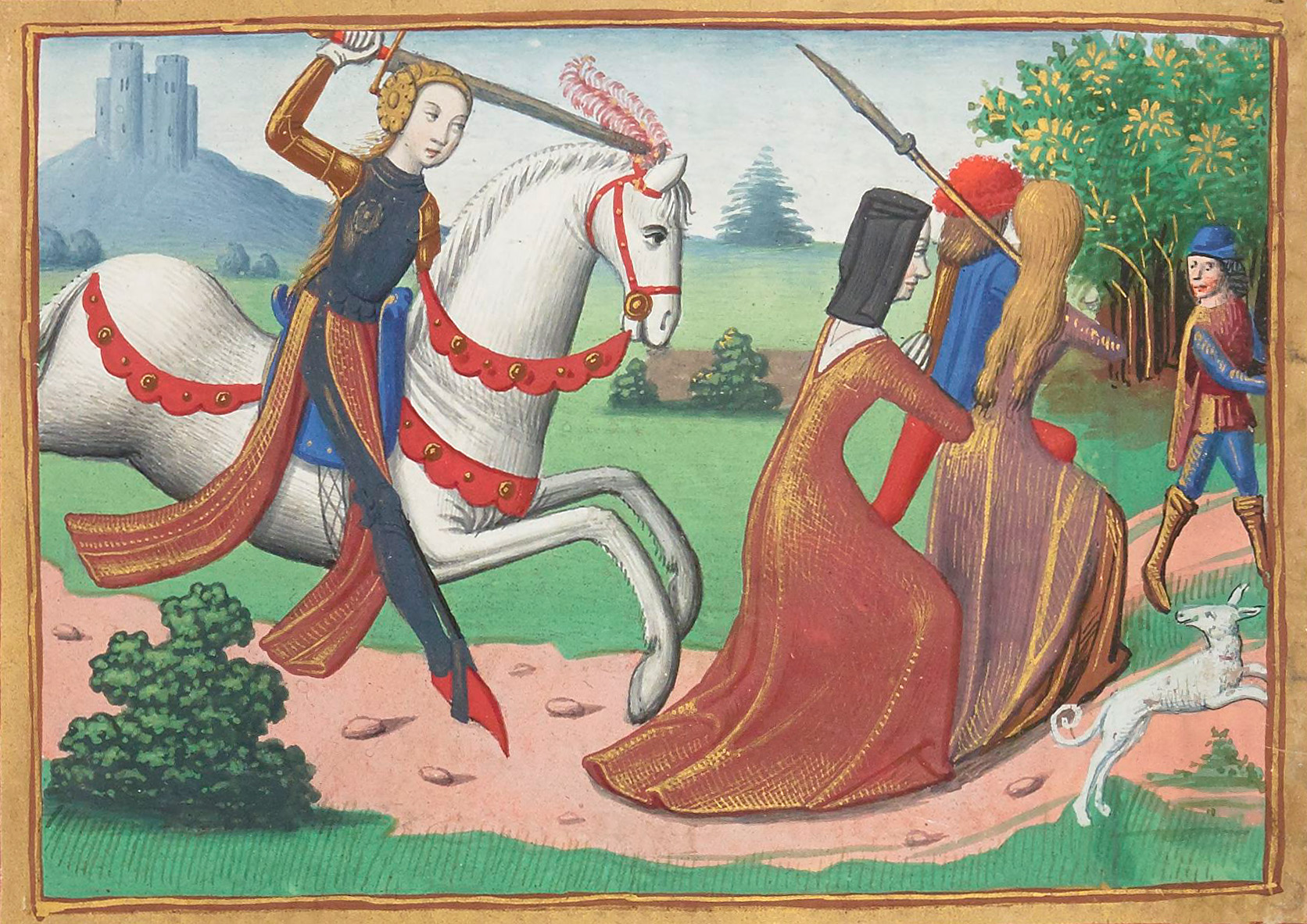
مینیاتور به جا مانده از قرن پانزده که ژان را در حال تعقیب زنان بدکاره نشان می‌دهد(۱۴۸۴)

محاکمه ژاندارک درحالی آغاز شد که هیچ گونه اسناد و شواهدی علیه وی وجود نداشت. نیکلا بیلی، کسی که مسئول جمع‌آوری شواهد علیه ژاندارک بود، می‌گفت: «هیچ چیزی دربارهٔ ژان نیافته‌ام که دوست نداشته باشم دربارهٔ خواهر خودم بیابم». این موضوع سبب خشمگین شدن کوشون شد و از این رو، وی نیکلا بیلی را یک «خائن» نامیده و از پرداخت دستمزدش امتناع نمود.
معاون مفتش شمال فرانسه، ژان لومِتر، از همان ابتدا با محاکمه ژاندارک مخالفت نمود ولی از آنجا که انگلیسی‌ها او را تهدید کرده بودند، مجبور به شرکت در محاکمه شد. تعدادی دیگر از روحانیون از جمله راهب دومینیکن، ایزانبار دولا پیر، نیز پس از تهدید از سوی انگلیسیها، مجبور شدند که در دادگاه حضور یابند.
ژان در دادگاه بارها درخواست کرده بود که دست‌کم او را برای محاکمه پیش پاپ یا شورای شهر بال ببرند، ولی با این درخواست او مخالفت شد.
دختر دهقان زاده‌ای که به گفته خودش حتی «آ» را از «ب» نمی‌توانست تشخیص دهد به تنهایی ولی در کمال شجاعت از خودش دفاع می‌کرد. حافظه قوی او و دفاعیات محکمش همه را به حیرت وامی‌داشت.

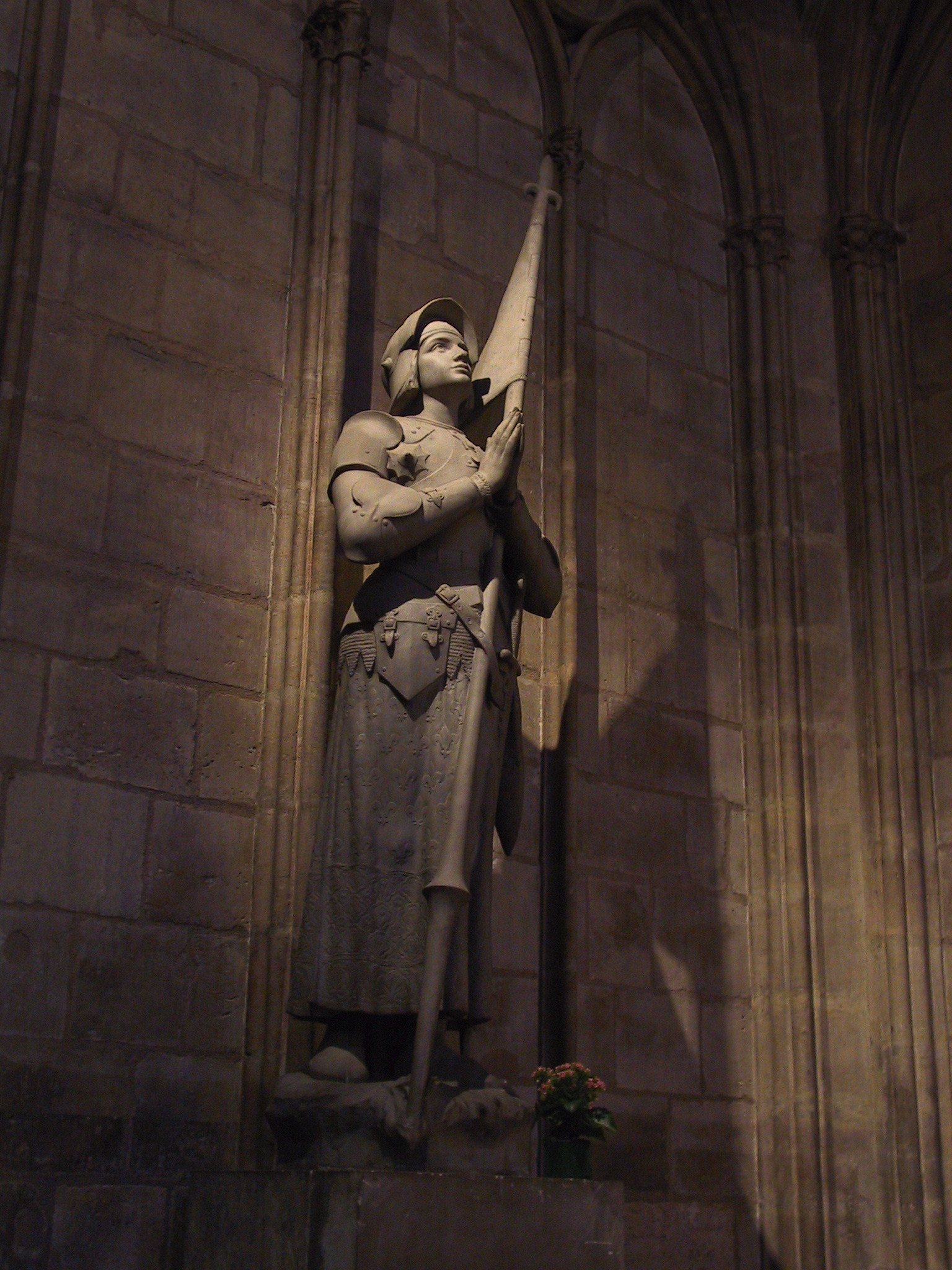
تندیس ژان دارک

یک بار از او پرسیدند که آیا فکر می‌کنی مورد عنایت و توجه خاص خدا قرار داری؟
ژان پاسخ داد: «اگر نیستم خداوند مرا مورد عنایت خود قرار دهد و اگر هستم این مقام را برایم حفظ کند. اگر می‌دانستم که خداوند به من لطفی ندارد غمگین‌ترین موجود روی زمین بودم».
ژان گه‌گاهی هم از روی حس شوخ‌طبعی جملاتی می‌گفت. یک بار که یکی از منشی‌ها حرفهای ژان را اشتباه ثبت کرده بود، ژان به شوخی به او گفت که اگر یک بار دیگر اشتباه کند گوش او را خواهد کشید.

## اعتراف‌نامه
یک بار ژان را به اتاق شکنجه بردند و وسایلی را که آنجا بود به او نشان دادند. هنگامی که ژان لوازم شکنجه را دید، گفت که اگر بخواهند او را شکنجه کنند چون تحملش را ندارد عقایدش را انکار کرده و به هرچه که کلیسا از او بخواهد اعتراف می‌کند، ولی به محض اینکه او را رها کنند خواهد گفت که اعترافاتش از روی ترس بوده و در نتیجه اعتباری ندارد. قاضیان وقتی این سخن ژان را شنیدند فهمیدند که شکنجهٔ او بی‌فایده است و بنابراین از این کار منصرف شدند. به این ترتیب، ژان هرگز شکنجه نشد. گذشته از این شکنجه، اصولاً در مورد متهمان به جادوگری اجرا می‌شد درحالی‌که ژان متهم به «کفر» (heresy) بود. یکی دیگر از دلایل شکنجه نشدن ژان این بود که زندانیانی که شکنجه می‌شدند اغلب می‌مردند و اگر ژان تحت شکنجه می‌مرد، انگلیسی‌ها به خواسته خود که محاکمهٔ ژان و اعدام وی به دستور کلیسا بود، نمی‌رسیدند. جان، دوک بدفورد و همسرش آن دو بورگونی نیز ممنوع کرده بودند که با ژان بدرفتاری شود. دوک بدفورد عموی هنری ششم پادشاه انگلستان بود و چون هنری در آن زمان یک کودک خردسال بود عمویش به نیابت از او به امور سلطنتی رسیدگی می‌کرد. چندی بعد، دادگاه ژان را مجرم شناخت و ژان برای نجات جانش، صداهایی را که مدعی شنیدن آن‌ها بود انکار کرد و اعتراف‌نامه‌ای را به امضا رسانید که بر طبق آن بر مقبولیت رأی کلیسا نیز تأکید می‌کرد.
اما ۳ روز بعد و پس از آنکه نداها به سراغش آمدند و به او گفتند که نباید از محاکمه کنندگانش بترسد، ژان درخواست کرد که اعتراف نامه‌اش را پس بدهند و گفت که به خاطر ترس از آتش اعتراف کرده بود. به‌علاوه کلیسا به وعده‌های خودش عمل نکرده بود و به همین دلیل ژان نیز خود را ملزم نمی‌دید که به خواسته‌هایشان گوش دهد.
۲ روز بعد از اینکه ژان اعترافاتش را پس گرفت یعنی صبح روز چهارشنبه ۳۰ می ۱۴۳۱ (در آن زمان ژان ۱۹ ساله بود) به او گفتند که خودش را برای رفتن به اعدامگاه آماده کند. ژان از شنیدن این خبر گریه اش گرفت و گفت «افسوس که بدن پاک و سالم من که هرگز آلوده نشد امروز باید بسوزد و تبدیل به خاکستر شود».
وقتی اسقف پیر کوشون به دیدنش آمد ژان به او گفت «اسقف! من به دست شما می‌میرم».
اسقف به مارتَن لادوُنو گفت که هر چه دوشیزه می‌خواهد به او بدهد و سپس با خوشحالی زندان را ترک کرد.
مارتن لادونو، راهب دومینیکن از جمله کسانی بود که به بیگناهی ژان پی برده بود ولی قدرتی نداشت که بتواند از او دفاع کند. به‌علاوه در دادگاه ممنوع کرده بودند که کسی از ژان دفاع کند یا به نفع او شهادت بدهد. حتی اجازه نداده بودند ژان وکیلی داشته باشد.

## مرگ

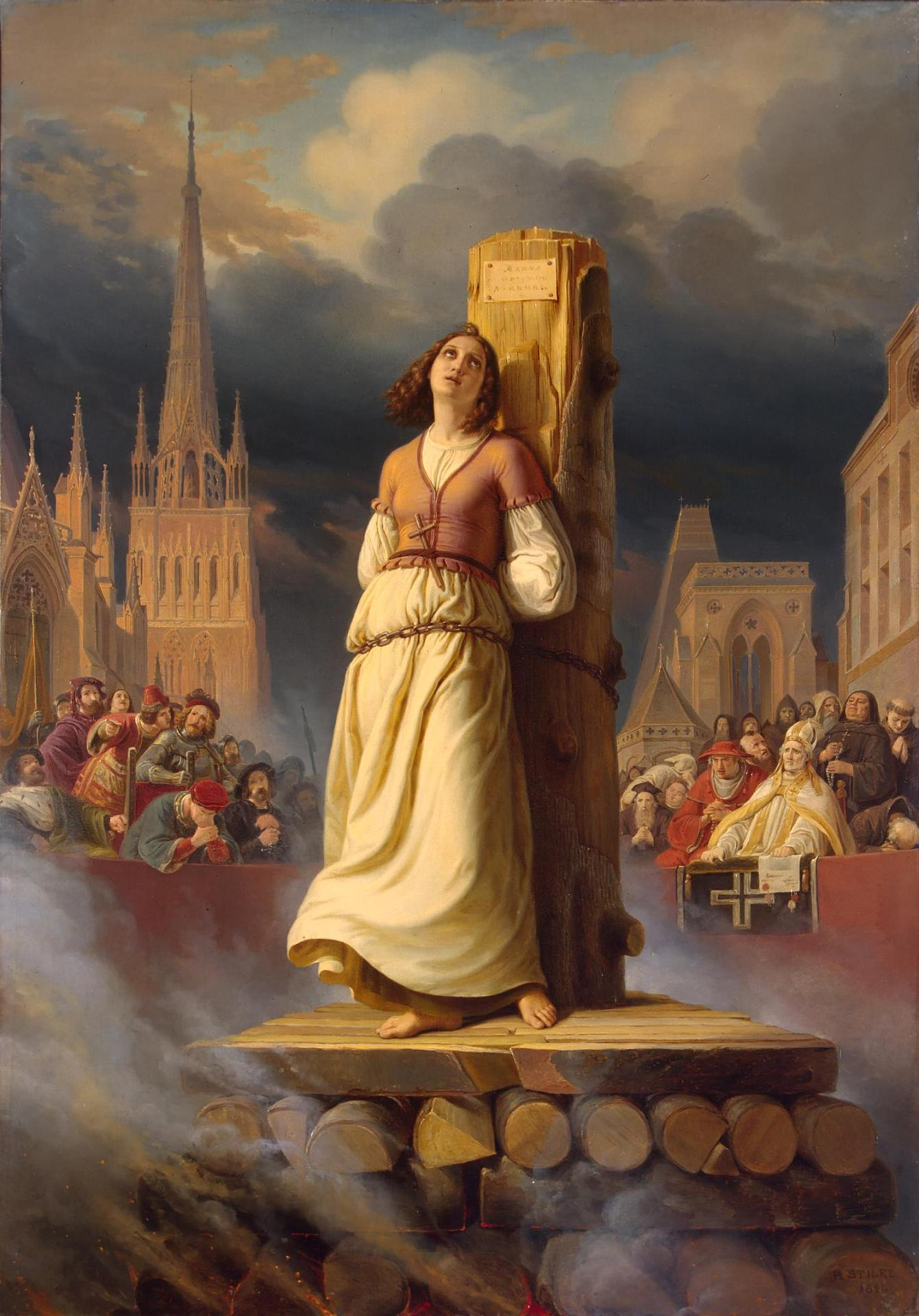
ژان دارک در اعدامگاه اثر هرمان استیلکه

سی ام ماه می‌سال ۱۴۳۱، ساعت ۹ بامداد ژان را که پیراهن بلندی بر تن و کلاهی کاغذی بر سر داشت، سوار بر ارابه‌ای به میدان ویومارشه (بازار کهنه) بردند. بعد از ایراد خطبه‌ای در محکومیت ژان به او اجازه دادند که صحبت کند. ژان گفت که افرادی را که به او بدی کرده‌اند می‌بخشد و از مردم خواست که برایش دعا کنند. سپس او را به اعدامگاه برده و به چوبه‌ای که در میان انبوهی از هیزم‌ها بود، بستند.
ژاندارک، هنگام شعله‌ور شدن آتش گفت: «نداهای من از جانب خداوند آمده بودند و هر کاری که کردم طبق دستور الهی بود». او شش یا هشت بار نام عیسی را صدا زد. سپس، هوشیاری خود را از دست داده و سرش به سمت پایین خم شد. این آخرین سخنان او بود. عده‌ای از مردم می‌گریستند. عده‌ای برای ژان دعا کردند؛ در نهایت ژان دارک میان شعله‌های آتش، سوزانده شد. و خاکسترش را در رودخانهٔ سِن ریختند.
بیست و دو سال بعد، پس از نبرد کاستیون، جنگ صد ساله میان فرانسه و انگلستان خاتمه یافت و چند سال بعد در سال ۱۴۵۶، یعنی ۲۵ سال بعد از درگذشت ژان دارک، با سعی و خواهش مادر و دو برادرش، برای او یک دادگاه اعاده حیثیت توسط پاپ کالیکتوس سوم برقرار شد. این دادگاه، پس از شهادت دادن ۱۱۵ نفر به بیگناهی و نیکوکاری ژان، محکومیت وی را به‌طور کامل نقض کرد و مفتش ژان بِرِئال، او را شهید اعلام نمود. در ۱۶ می ۱۹۲۰، پاپ بندیکت پانزدهم، ژان دارک را در شمار قدیسین آورد، البته وی قبلاً در سال ۱۹۰۹ نیز به عنوان نیکوکار شناخته شده بود.
در سال ۲۰۰۲، پژوهشگری به نام نورمَن بوتین در مقاله‌ای مفصل با ارائه دلایل متعدد علمی و تاریخی ثابت کرد که ژان در اعدامگاه قبل از اینکه آتش به او برسد از شدت گرما فوت کرد یا دست کم هوشیاری خود را از دست داد. در کنار فرضیه مطرح شده توسط آقای بوتین، احتمال مرگ ژاندارک بر اثر استنشاق دود نیز می‌رود.
طبق اظهارات شهود، ژان ۶ یا ۸ بار نام «عیسی» را صدا زد و سپس سرش به سمت پایین خم شد، آرام ماند و دیگر هیچ سخنی از او شنیده نشد؛ بنابراین در این لحظه او دست کم هوشیاری خود را از دست داده بود. به‌علاوه هیچ‌کدام از شاهدان عینی نگفته‌اند که او پس از شعله‌ور شدن آتش، از شدت درد گریه سر داده یا ضجه کشیده باشد.

## خصوصیات
به گفته کسانی که در دادگاه اعاده حیثیت ژاندارک شرکت کردند، او دختری بسیار پرهیزکار و پاکدامن بود. ژان، سربازانش را از شرط‌بندی، فحاشی، سوگند یاد کردن به مقدسات، سرقت یا غارت اموال دیگران، زیاده‌روی در مصرف مشروب و معاشرت با زنان بدکاره به شدت برحذر می‌داشت. یکی از چیزهایی که او را بسیار خشمگین می‌ساخت، حضور زنان بدکاره در اردوگاه بود که با تهدید از سوی ژان، وادار به ترک اردوگاه می‌شدند. به سربازانی که معشوقهٔ خود را به اردوگاه می‌آوردند اجازه داده می‌شد که با معشوقه‌یشان ازدواج کنند، در غیر این صورت آن زنان نیز مجبور بودند که اردوگاه را ترک کنند.
سربازان، همچنین موظف بودند که در مراسم توبه و عشای ربانی شرکت کنند. ژاندارک به آنها می‌گفت که اگر خلاف دستورهای الهی عمل نکرده و مرتکب معصیت نشوند، خداوند در برابر دشمن یاریشان خواهد داد.
ژان هرچند سیمای متبسمی داشت ولی زیاد می‌گریست؛ کم غذا بود و بسیاری از اوقات تنها به خوردن چند تکه نان اکتفا می‌کرد؛ در برابر خستگی بسیار مقاوم بود و در زمان حضورش در اردوگاه، شب‌ها یا نمی‌خوابید یا در حالی‌که زره به تن داشت، می‌خوابید. او کم سخن می‌گفت و به هنگام صحبت، بااحتیاط و ملاحظه‌گر بود؛ زمانی که در اردوگاه بود، از حضور در جمع سربازان عادی و رده پایین خودداری می‌کرد و ترجیح می‌داد که یا تنها باشد یا در جمع فرماندهان و نجیب‌زادگان یا در گروه روحانیون و کشیشانی که لشکر را همراهی می‌کردند.
او شخصیتی بسیار کاریزماتیک داشت و هوادارانش را به شدت تحت تأثیر قرار می‌داد به گونه‌ای که برخی از همرزمانش می‌گفتند که تا وقتی همراه او بودند، هیچ تمایلی به گناه کردن نداشتند. از جمله افرادی که بسیار تحت تأثیر او قرار گرفت، یکی از همرزمانش به نام "اتییِن دو وینیول" ملقب به "لائیر" (به معنای "خشم") بود. او که پیشتر به داشتن خلق و خوی تند مشهور بود، پس از آشنایی با ژاندارک، به تاسی از او، سعی نمود که از دشنام داد و سوگند خوردن به مقدسات پرهیز کند. لائیر، در زمان اسارت ژان، در کنار چند تن دیگر از همرزمان وی، از جمله سَنترای و ژان دو بروس، چندین لشگرکشی انجام دادند تا ژان را از اسارت نجات دهند ولی موفق نشدند.
وی در قرن شانزدهم به نمادی از اتحادیه کاتولیک تبدیل شد و در سال ۱۸۰۳ با تصمیم ناپلئون بناپارت به عنوان یکی از نمادهای کشور فرانسه اعلام شد. ژان دارک یکی از نه قدیس حامی ثانوی فرانسه است.

## دلایل شکنجه نشدن
1. دستور دوک بدفورد و همسرش به شکنجه نکردن ژاندارک و عدم بدرفتاری با وی
2. بی فایده بودن شکنجه چون ژاندارک گفته بود که در صورت شکنجه شدن اعتراف خواهد کرد ولی پس از آن اعترافش را پس خواهد گرفت.
3. متهم بودن ژاندارک به ارتداد. شکنجه اصولاً برای متهمان به جادوگری به کار می‌رفت.
4. ترس از این‌که شکنجه باعث مرگ ژاندارک شود. انگلیسی‌ها می‌خواستند که وی تا پایان محاکمه زنده بماند و به دستور دادگاه و به عنوان یک مرتد اعدام شود. آن‌ها او را به قیمت بسیار بالایی از بورگینیون‌ها خریده بودند.

## از نگاه دیگران
- آندرو لانگ:ژاندارک شاید شگفت انگیزترین فردی باشد که تاکنون در جهان زیسته است. سرگذشت وی به قدری عجیب است که اگر همه آنچه که برای او رخ داده بود در دادگاه حقوقی توسط مردم بیان نشده و به دست مورخان ثبت نشده بود، به سختی می‌توانستیم باور کنیم که داستان وی حقیقت داشت.
- مارک تواِین: او بی شک خارق‌العاده‌ترین فردی است که نژاد بشر پدیدآورده است.
- روبر بِرِسون: من ژاندارک را با دیدگان یک مؤمن می‌بینم. من به آن جهان مرموزی که او در آن را گشود و سپس بست، ایمان دارم.
- ایندیرا گاندی: این درست است که وقتی دختر کوچکی بودم، ژاندارک شخصیت رؤیایی من بود… یادم نمی‌آید کجا دربارهٔ او خواندم ولی به خاطر دارم که او بلافاصله اهمیت به‌خصوصی برایم پیدا کرد.[۱۱]

## اعضای خانواده
- ژاک دارک (۱۳۷۵–۱۴۳۱) پدر ژان دارک؛ به روایتی متولد سال ۱۳۸۰ و درگذشته سال ۱۴۳۱ یا ۱۴۴۰ است. در زمان نوجوانی ژان، او ۵۰ جریب (۲۰۲ هزار متر مربع) زمین (شامل ۳۰ جریب چراگاه، ۱۰ جریب مزرعه و ۱۰ جریب جنگل) داشت. او به همراه ۵ یا ۶ تن از همسایگانش، قلعه‌ای را در نزدیکی دره موز اجاره نمود تا هر بار که به روستا حمله می‌شد، مردم دهکده به همراه حیواناتشان به آنجا پناه ببرند. وی در ۲۹ دسامبر سال ۱۴۲۹، به همراه سایر اعضای خانواده اش به دستور شارل هفتم در شمار نجیب‌زادگان آورده شد. به روایتی او در سال ۱۴۳۱، پس از اعدام دخترش از شدت غصه درگذشت. با این وجود، برخی منابع سال فوت او را ۱۴۴۰ گفته‌اند.[۱۲]
- ایزابل رومه (۱۳۷۷–۱۴۵۸) مادر ژان دارک؛ به روایتی وی متولد سال ۱۳۸۵ می‌باشد. او در سال ۱۴۴۰ به شهر اورلئان رفته و در آنجا سکونت گزید. ایزابل به همراه دو پسرش، پیر و ژان، از پاپ کالیستوس سوم درخواست کرد که پرونده دخترش را مورد بررسی قرار دهد. او در حضور نماینده پاپ، در دفاع از دخترش گفت: «من دختری از ازدواج مشروع خود داشتم که در میان کشتزارها و چراگاه‌ها بزرگ شد. او را غسل تعمید دادم و ایمانش را تقویت نموده و با ترس از پروردگار بزرگش کردم. من تا جایی که می‌توانستم و به اقتضای سن و شرایطش به او آموختم که به سنت‌های کلیسا احترام بگذارد. من در این کار موفق بودم چرا که او بیشتر اوقات خود را در کلیسا می‌گذراند و هر ماه پس از شرکت در آیین توبه، در مراسم عشای ربانی شرکت می‌نمود. از آنجایی که مردم رنج زیادی می‌کشیدند، او نسبت به آنها بسیار دلسوز بود و علی‌رغم سن کمش با علاقه و اشتیاق فراوان روزه می‌گرفت و برای مردم دعا می‌کرد. او هرگز خلاف دین فکر نکرد، سخن نگفت و کاری انجام نداد. دشمنانش در دادگاهی مذهبی او را متهم کردند. با وجود اینکه هم تلویحاً و هم صراحتاً اتهامات را رد نمود و درخواست استیناف داد، بدون اینکه کسی از او دفاع کند، در یک دادگاه خیانتکار، پرخشونت، ظالمانه و خبیث محاکمه شد. قضات او را به غلط و به روشی نفرت‌برانگیز و جنایتکارانه محکوم نموده و به شیوه‌ای ظالمانه با آتش به کام مرگ کشاندند. من، ایزابل، جهت نفرین روح این افراد و به خاطر لطمه جبران ناپذیر و بدنام کننده ای که به من وارد شد، درخواست می‌کنم که از وی اعاده حیثیت شود».
- ژاکمَن دارک (۱۴۰۲–۱۴۵۰) برادر ژان دارک؛ فرزند اول خانواده. او در دومرمی، با کاترین کورویسه (۱۴۰۵–۱۴۳۰) ازدواج نمود.
- کاترین دارک، خواهر ژان دارک؛ فرزند دوم خانواده. او با کولَن، پسر دهیار گرو ازدواج کرد. کاترین در اواخر سال ۱۴۲۸ یا اوایل سال ۱۴۲۹ به هنگام تولد تنها فرزندش درگذشت.
- پیر دارک (متولد ۱۴۰۸) برادر ژان دارک؛ وی در نبردها خواهرش را همراهی نمود. پیر در نبرد کمپییِنی همراه خواهرش دستگیر شد ولی دو سال بعد در ازای پرداخت فدیه آزاد شد. او پس از سال‌ها خدمت در ارتش فرانسه، به درجه شوالیه‌گری رسید. وی دو فرزند پسر و یک فرزند دختر داشت.
- ژان (Jean) دارک (متولد ۱۴۰۹) برادر ژان (Jeanne) دارک؛ وی در نبردها خواهرش را همراهی نمود.[۱۳]

## سرگذشت دشمنان ژان دارک

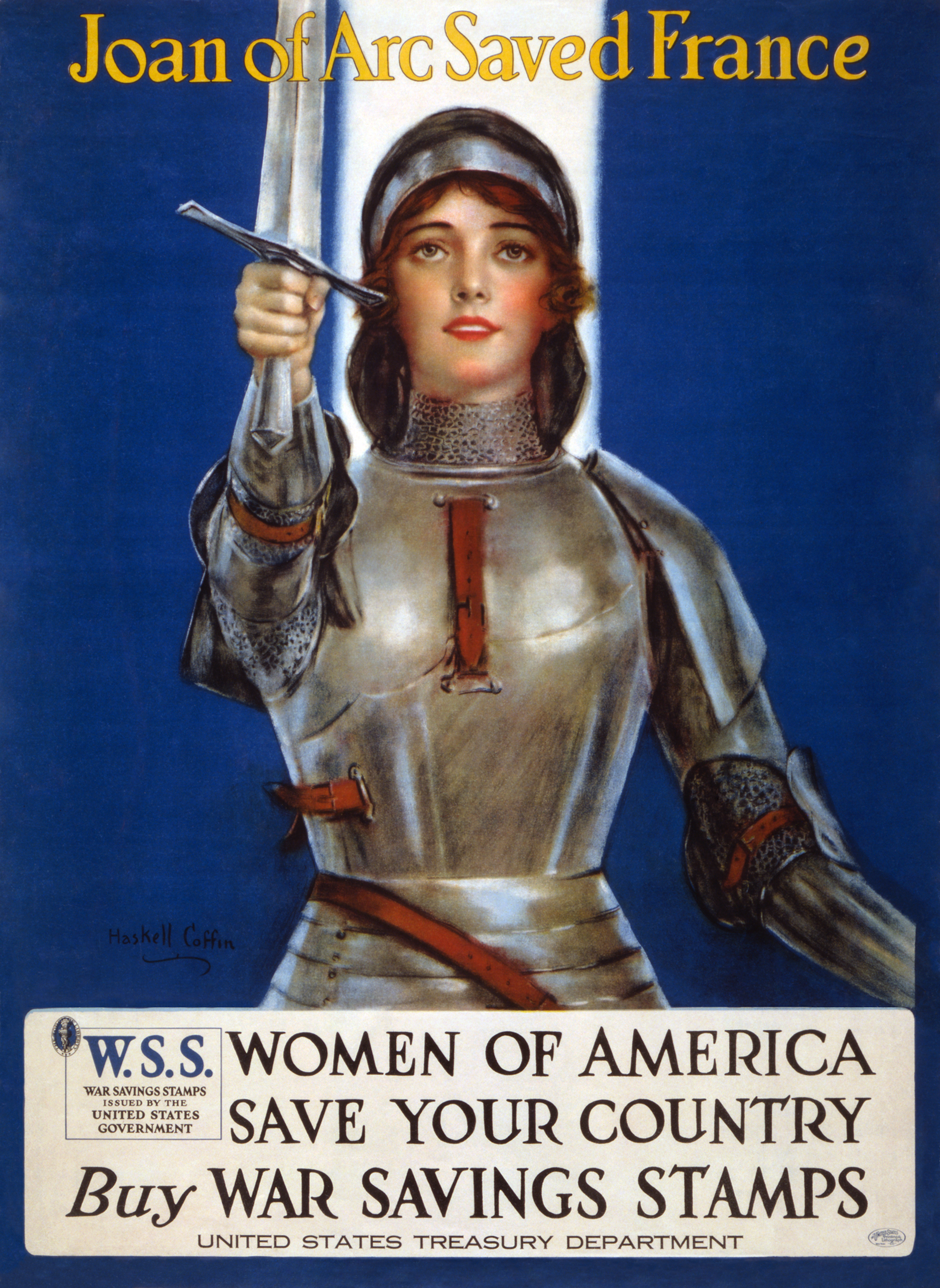
پوستر میهن پرستانه آمریکایی در جنگ جهانی اول که ژان دارک، قهرمان زن فرانسوی را نمایش می‌دهد.

در ۲۰ اکتبر سال ۱۴۳۸ جسد پدر روحانی، ژان دستیوِه (از دشمنان ژان دارک و دوست نزدیکِ کوشون) در فاضلابی در خارج از شهر روآن پیدا شد.
در سال ۱۴۳۴، پدر روحانی، نیکلا میدی که نقش مهمی را در اجرای دادگاه محکومیت ژان دارک ایفا کرده بود به بیماری جذام مبتلا شد و در سال ۱۴۴۰ در اثر این بیماری درگذشت.
در ۱۸ دسامبر ۱۴۴۲ اسقف پیر کوشون به مرگ ناگهانی مُرد.

## گاه‌شمار زندگی ژاندارک
۶ ژانویه ۱۴۱۲: تولد (تاریخ غیر قطعی)
تابستان ۱۴۲۴ (یا ۱۴۲۵): ژان برای اولین بار در باغ پدرش ندایی را شنید.
ژوئیه ۱۴۲۸: روستای دونرمی مورد تهاجم بورگینیونها قرار گرفت. پیش از تهاجم، اهالی روستا همراه با احشامشان به شهر نوشاتو پناه بردند. خانواده ژان برای چند روز در یک مهمانخانه مستقر شدند.
۱۲ فوریه ۱۴۲۹: ژان به دیدار فرمانده بودریکور رفته و از شکست سپاه فرانسه در نزدیکی اورلئان خبر داد. همان روز، فرانسویان در نبرد «رووره» (Rouvray) یا «نبرد شاه‌ماهی‌ها»، از انگلستان شکست خوردند.
۲۳ فوریه ۱۴۲۹: روبر دو بُدریکور، ژان را به همراه شش مرد به شهر شینون (Chinon)، فرستاد.
۷ یا ۸ مارس ۱۴۲۹: ژان، شارل هفتم را در کاخ شینون ملاقات کرد.
اواسط مارس ۱۴۲۹: مقامات کلیسا و استادان الهیات در شهر پوآتیه ژان را مورد بازجویی قرار داده و صداقت، پاکی، بی‌ریایی و تواضع او را تأیید نمودند.
۲۲ مارس ۱۴۲۹: ژان نخستین نامه خود برای انگلیسیها را فرستاد و به آنها گفت که فرانسه را ترک کنند.
۲۹ آوریل ۱۴۲۹: ژان به نزدیکی شهر اورلئان رسیده و برای نخستین بار، ژنرال فرانسوی، ژان دو دونوآ را ملاقات کرد. او در تاریکی شب وارد شهر اورلئان شده و در منزل خزانه‌دار دوک اورلئان اقامت گزید.
۴ می ۱۴۲۹: دونوآ و سپاهیانش به نیروهای انگلیسی مستقر در استحکامات پیرامون کلیسای سَن لو (Saint Loup) حمله کردند. این تهاجم در ابتدا به شکست انجامید و فرانسوی‌ها عقب‌نشینی کردند. با این وجود، با ورود ژاندارک به صحنه نبرد و رهبری وی، فرانسوی‌ها توانستند دژ سن لو را از تصرف انگلیسی‌ها دربیاورند.
۵ می ۱۴۲۹: ژان آخرین نامه اش برای انگلیسی‌ها را از طریق تیر و کمان به قلعه نظامی «لِه‌تورِل» (Les Tourelles) پرتاب کرد.
۶ می ۱۴۲۹: ژان و سپاهیانش سوار بر قایق به آن سوی رودخانه لوآر رفته و به منظور تصرف استحکامات نظامی واقع در جنوب شهر اورلئان، به انگلیسی‌ها حمله کردند. این تهاجم‌ها به پیروزی سپاه فرانسه منجر شد.
۷ می ۱۴۲۹: سپاه فرانسه به دژ له‌تورل که در تصرف نیروهای انگلیسی بود، حمله کرد. انگلستان شکست سهمگینی خورد و دژ مزبور به دست فرانسوی‌ها افتاد.
۸ می ۱۴۲۹: انگلیسی‌ها از اورلئان عقب‌نشینی کرده و این شهر به‌طور کامل از محاصره درآمد.
۲ ژوئن ۱۴۲۹: ولیعهد فرانسه، یک نشان اشرافی به ژاندارک اعطا کرد. این نشان، سپری آبی رنگ بود که بر روی آن نقش یک شمشیر که تاج سلطنتی را نگه داشته بود و دو گل سوسن (fleur-de-lis/ فِلور دولیس) در سمت راست و چپ آن قرار داشتند، کشیده شده بود.
۱۱–۱۲ ژوئن ۱۴۲۹: ژاندارک به شهر ژارگو (Jargeau) حمله کرده و این شهر را از تصرف انگلیسی‌ها درآورد.
۱۵ ژوئن ۱۴۲۹: ارتش فرانسه پل شهر «مونگ سور لوآر» (Meung-sur-Loire) را تصرف نمود.
۱۶–۱۷ ژوئن ۱۴۲۹: شهر بوژانسی (Beaugency) به دست نیروهای فرانسوی افتاد.
۱۸ ژوئن ۱۴۲۹: ژان، بزرگ‌ترین پیروزی خود را در شهر پاته (Patay) به دست آورد. در این نبرد، نیروهای انگلیسی شکست سهمگینی خورده و حدود ۲۵۰۰ نفر از آنها کشته، مجروح یا اسیر شدند درحالی‌که ارتش فرانسه تنها ۱۰۰ نفر کشته و زخمی داد. سپاه فرانسه متشکل از ۱۵۰۰ نفر و سپاه انگلیس متشکل از ۵۰۰۰ نفر بود.
۲۴ ژوئن ۱۴۲۹: ژاندارک، در شهر ژییَن (Gien) به ولیعهد و ارتش پیوست.
۱–۳ ژوئیه ۱۴۲۹: سپاه فرانسه در نزدیکی شهر اوسِر (Auxerre) اردو زد. اهالی این شهر از طرفداران بورگینیون‌ها بوده و قبول نکردند که تسلیم شوند ولی پذیرفتند که بیطرف باشند.
۴ ژوئیه ۱۴۲۹: قبل از اینکه سپاه فرانسه به شهر تروآ (Troyes) برسد، ژاندارک برای مردم این شهر نامه‌ای فرستاد.
۹ ژوئیه ۱۴۲۹: شهر تروآ تسلیم نیروهای فرانسوی شد.
۱۴ ژوئیه ۱۴۲۹: با نزدیک شدن ژاندارک به شهر «شالون سور مارن» (Chalons-sur-Marne)، این شهر خود را تسلیم سپاه فرانسه کرد.
۱۶ ژوئیه ۱۴۲۹: اهالی رَنس، دروازه‌های شهر را برای ژان و شارل هفتم باز نمودند.
۱۷ ژوئیه ۱۴۲۹: ژاندارک برای دوکِ بورگونی نامه فرستاد و از وی دعوت کرد که با شارل هفتم متحد شود.
۱۷ ژوئیه ۱۴۲۹: شارل هفتم در کلیسای جامع شهر رَنس تاجگذاری کرد.
۲۳ ژوئیه ۱۴۲۹: سپاه فرانسه به رهبری ژان، شهر سوآسون (Soissons) را از تصرف انگلیسی‌ها آزاد کرد.
۲۹ ژوئیه ۱۴۲۹: شهر شاتو-تییِری (Chateau-Thierry) آزاد شد.
۲۸ اوت ۱۴۲۹: فرانسه و بورگونی با یک آتش‌بس چهارماهه موافقت کردند.
۸ سپتامبر ۱۴۲۹: سپاه فرانسه به پاریس حمله کرد. در این نبرد، ژاندارک از ناحیه پا مجروح شد.
۹ سپتامبر ۱۴۲۹: علی‌رغم اینکه ژان در نظر داشت مجدداً به پاریس حمله کند، شارل هفتم به ارتش دستور عقب‌نشینی داد.
۲۱ سپتامبر ۱۴۲۹: پس از بازگشت به شهر ژییَن، شارل هفتم ارتش را منحل نمود.
۴ نوامبر ۱۴۲۹: ژان موفق شد با یک سپاه کوچک شهر «سَن پییر لوموتیه» (Saint-Pierre-le-Moûtier) را تصرف کند.
۲۹ دسامبر ۱۴۲۹: به دستور شارل هفتم، ژان و اعضای خانواده‌اش در شمار نجیب‌زادگان آورده شده و نام اشرافی «دولیس» (du Lys) به آنها اعطا شد.
۲۹ مارس ۱۴۳۰: ژان، دربار شارل هفتم در «سولی» (Sully) را ترک کرده و به سربازان فرانسوی در «لانیی» (Lagny) ملحق شد.
۱۷ آوریل ۱۴۳۰: ژاندارک، شهر مولَن (Melun) را آزاد کرد.
۱۵ می ۱۴۳۰: ژاندارک به کمک اهالی شهر کُنپییِنی (Compiègne) رفت.
۲۳ می ۱۴۳۰: ژان در مقابل دروازه شهر کنپیینی توسط بورگینیون‌ها به اسارت گرفته شد.
ژوئن ۱۴۳۰: ژان در برجی در قلعه «بولیو له فونتِن» نگه داشته شد.
ژوئیه تا نوامبر ۱۴۳۰: ژان در یکی از برج‌های قلعه بورووآر (Beaurevoir) زندانی بود.
اواسط نوامبر ۱۴۳۰: بورگینیون‌ها ژاندارک را به مبلغ ده هزار فرانک به انگلیسی‌ها فروختند.
۲۵ دسامبر ۱۴۳۰: ژان وارد شهر روآن شد.
۲۱ فوریه ۱۴۳۰: ژان برای نخستین بار در محکمه‌ای به ریاست اسقف پییر کوشون (Cauchon) حاضر شد. ۷۰ نفر روحانی در این دادگاه حضور داشتند.
۳۱ مارس ۱۴۳۱: ژان در دادگاه پیش‌گویی کرد که پیش از هفت سال آینده، انگلستان شکستی سهمگین‌تر از شکست در اورلئان را متحمل خواهد شد.
۲۷ مارس ۱۴۳۱: کیفرخواستی شامل ۷۰ بند اتهام علیه ژاندارک قرائت شد.
۲ تا ۵ آوریل ۱۴۳۱: اتهامات ژاندارک به ۱۲ بند کاهش یافت.
۲۴ می ۱۴۳۱: ژان را به قبرستان کلیسای سَن اوآن بردند و تهدیدش کردند که اگر نداهایش را انکار نکند، او را خواهند سوزاند. ژان به امید اینکه کلیسا به وعده‌هایش عمل کند، در نهایت اعتراف‌نامه را علی‌رغم میلش امضا نمود.
۲۷ یا ۲۸ می ۱۴۳۱: ژان، اعترافاتش را پس گرفت.
۳۰ می ۱۴۳۱: ژاندارک، مرتد و کافر نامیده شد و در میدان ویومارشهٔ شهر روآن در آتش سوزانده شد. او در زمان اعدام، نوزده ساله بود.
اوایل سال ۱۴۵۰: پس از آزادسازی شهر روآن، شارل هفتم از کلیسا تقاضا نمود که از ژاندارک اعاده حیثیت شود.
۱۵ ژانویه ۱۴۵۰: فرایند بررسی مجدد پرونده ژاندارک آغاز شد و تا سال ۱۴۵۶ ادامه یافت.
۱۷ ژوئیه ۱۴۵۳: پیروزی ارتش فرانسه در نبرد کاستیون و پایان جنگ صد ساله.
ژوئن ۱۴۵۵: پاپ کالیستوس سوم به درخواست مادر و برادران ژاندارک، اجازه برگزاری دادگاه تجدید نظر را داد.
۷ ژوئیه ۱۴۵۶: پس از بررسی اسناد دادگاه محکومیت ژاندارک و شهادت ۱۱۵ نفر از افرادی که او را می‌شناختند، او بیگناه شناخته شد. دادگاه تجدید نظر، حکم دادگاه پیشین را باطل کرده و ژاندارک را شهید اعلام نمود.
۲۷ ژوئیه ۱۴۵۶: اهالی اورلئان به مناسبت اعاده حیثیتی که از ژان شده بود، در حضور ایزابل رومه جشنی برپا نموده و از مفتش برئال تقدیر نمودند. آنها از سال ۱۴۳۲ هر ساله در ۳۰ ام ماه مه، مراسم بزرگداشتی برای ژاندارک می‌گرفتند.
۱۸ آوریل ۱۹۰۹: پاپ پیوس پنجم، ژاندارک را در شمار نیکوکاران آورد.
۱۶ می ۱۹۲۰: پاپ بِنِدیکت پانزدهم، ژان را در شمار قدیسین آورده و او را «سَنت ژاندارک» (ژاندارک مقدس) نامید.

## آثار مرتبط
- زندگی ژان دارک اثر آناتول فرانس

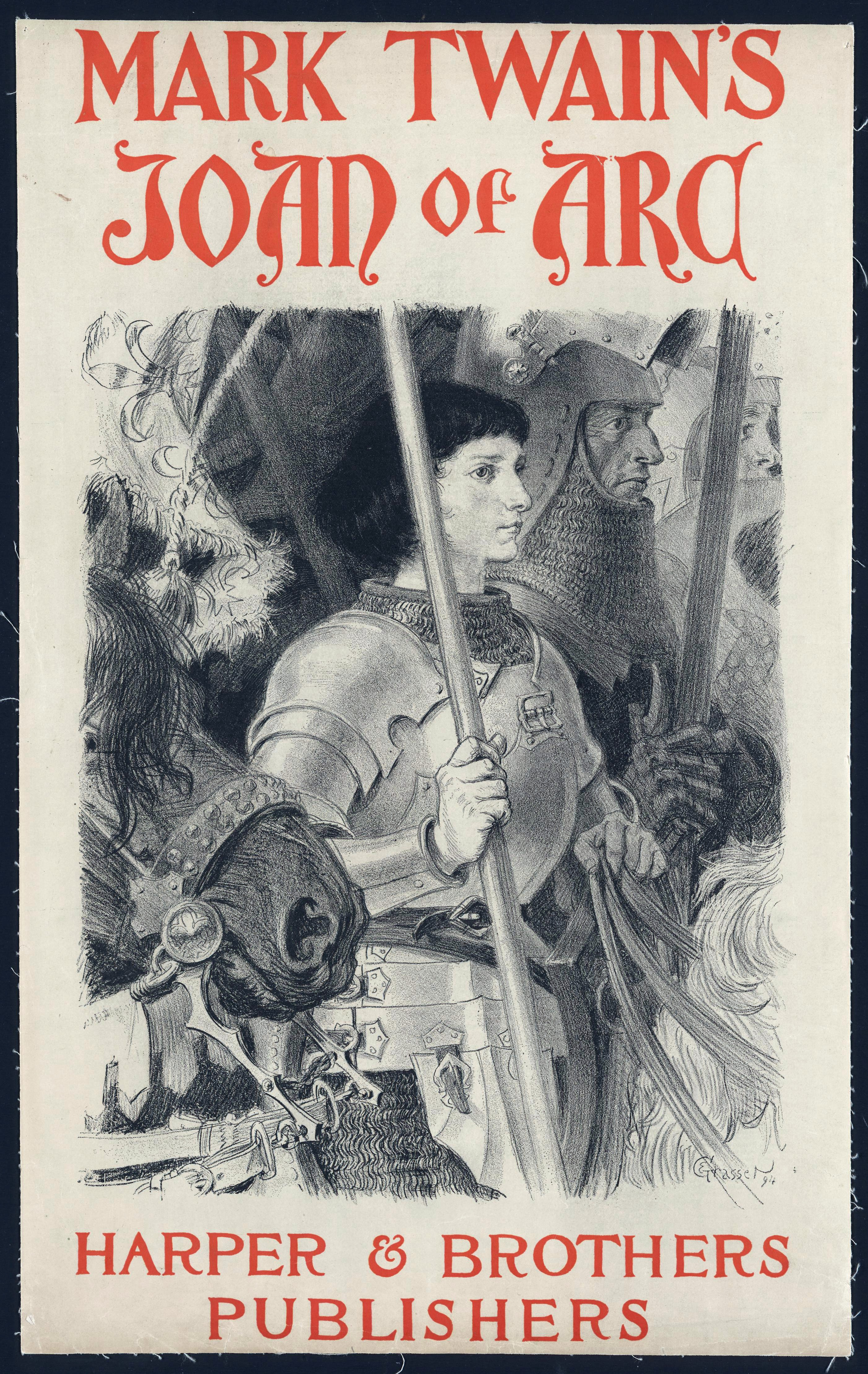
سرگذشت ژان دارک اثر مارک توین

- خاطرات شخصی ژان دارک اثر مارک تواِین
- چکاوک اثر ژان آنوی
- ژان دارک اثر موریس مترلینک
- ژان مقدس اثر جرج برنارد شاو
- محاکمهٔ ژان دارک در روآن اثر برتولت برشت
- دوشیزهٔ فرانسه (داستان ژان دارک) اثر آندرو لانگ
- دوشیزهٔ اورلئان اثر شیللر
- ژان دارک به روایت خود و شاهدانش اثر رِژین پرنو
- نام من، ژانِ دوشیزه است اثر رِژین پرنو
- محاکمه و اعاده حیثیت ژاندارک (در ۵ جلد) اثر ژول کیشُرا
- داستان ژان دارک اثر رژین پرنو
- ژان دارک و خدای انجیل اثر کریس اِسنیدو
- ژان دارک اثر شارل پگی
- راز نیکوکاری ژان دارک اثر شارل پِگی
- ژان دارک اثر نانسی ویلسن راس
- زندگی ژان دارک اثر ژول میشله
- داستان ژاندارک اثر فیلیپ الکساندر لو برَن دو شارمت
- کبوتر و شمشیر اثر نانسی گاردن
- ژان دارک در آتش، پل کلودل
- حکایت ژاندارک اثر کریستین دوپیزان
- ژان دارک اثر گریس جیمز
- ژان دارک، دوشیزهٔ فرانسه اثر آلبرت بیگلو پِین
- ژان دارک اثر لوسین فابر
- محاکمهٔ ژان دارک اثر دانیل هابینز
- ژان دارک، قدیسهٔ جنگجو اثر دبلیو. استفن ریچی
- شرح زندگی و درگذشت ژان دارک اثر مارگارت اولیفانت
- به دنبال ژان دارک اثر ژان میشل دُکِکِر فِرگون
- راز ژان دارک اثر لئون دنی
- جنگجوی باکره (شرح زندگی و درگذشت ژان دارک) اثر لاریسا جولییت تیلور
- قهرمان فرانسه اثر اِوِلین اِوِرِت گرین
- ژان دارک مقدس اثر مینا کارولین اسمیت
- زندگی ژان دارک اثر اریکو وریسیمو
- ژان دارک، سیمای یک قهرمان زن اثر مارینا وارنر
- ژان، جنگجوی مقدس خداوند اثر ویرجینیا فرالیک
- محاکمهٔ ژان دارک اثر پیر شامپیون
- ژان دارک در دومرمی اثر سیمیون لوس
- ژان دارک اثر میلتیون والدمن

و…

## فیلم‌های مرتبط
- ژان دارک، ژرژ هاتو (۱۸۹۸)
- ژان دارک، ژرژ ملییس (۱۹۰۰)
- ژان دارک، آلبر کاپلانی (۱۹۰۸)
- ژان دارک، ماریو کاسرینی (بر اساس نمایشنامه شیللر، ۱۹۰۸)
- ژان مقدس، نیومن (بر اساس نمایشنامهٔ برنارد شاو، ۱۹۲۷)
- مصائب ژان دارک، کارل تئودور درایر (۱۹۲۸)
- ماجرای شگفت‌انگیز ژان دارک، مارکو دو گاستین (۱۹۲۹)
- ژاندارک، گوستاو اوسیکی (۱۹۳۵)
- ژان دارک، ویکتور فلمینگ (۱۹۴۸)
- ژان دارک در آتش، روبرتو روسلینی (۱۹۵۴)
- ژان، روبر انریکو (۱۹۵۶)
- ژان مقدس، اوتو پرمینجر (۱۹۵۷)
- چکاوک (۱۹۵۷)
- محاکمه ژاندارک، روبر برسون (۱۹۶۲)
- تاریخ زندگی ژان، فرانسیس لاکاسَن (۱۹۶۲)
- ژان دارک، نیوسون (۱۹۸۳)
- ژانِ دوشیزه، ژاک ریوِت (۱۹۹۴)
- پیام‌آور: داستان ژاندارک، لوک بسون (۱۹۹۹)
- ژان دارک، کریستین دوگه(۱۹۹۹)
- سکوت ژان، فیلیپ راموس (۲۰۱۱)
- ژان دارک، برونو دومونت (۲۰۱۹)